# Арктическое училище
Арктическое училище, или Ленинградское арктическое училище — единственное в мире училище, которое готовило технические кадры для полярных станций и исследовательских судов Арктики и Антарктики.
Располагалось в посёлке Стрельна Петродворцового района Ленинграда. В училище была военно-морская подготовка, и курсанты получали звание младших лейтенантов запаса ВМФ. Выпускники ЛАУ работали на полярных станциях Арктики и Антарктиды, в ААНИИ (Ленинград), отделениях Государственного океанографического института (Москва), на судах и кораблях Военно-морского флота и гражданских организаций (Академия наук СССР, Государственный комитет по гидрометеорологии и контролю природной среды СССР, организациях Министерства морского Флота СССР, и других).

## История
25 апреля 1935 г. в Ленинграде по постановлению СНК СССР и ЦК ВКП(б) № 1726 от 20 июля 1934 г. был открыт Гидрографический институт Главсевморпути при СНК СССР. В вузе готовили инженеров-гидрографов и картографов, а с 1939 г. -- инженеров-метеорологов. В 1942 г. институт был эвакуирован в Красноярск, а в 1944 г. вернулся в Ленинград.
В соответствии с приказом № Р-164 Начальника Главного Управления СМП при СНК СССР 1 июля 1945 г. Гидрографический институт был преобразован в Высшее арктическое морское училище (ВАМУ), выпускающее штурманов дальнего плавания, инженеров-гидрографов и инженеров-гидрологов для освоения Арктики и Антарктиды. Первоначально были открыты геофизический и радиотехнический факультеты, через несколько лет добавились судомеханический и электромеханический  факультеты,  а также отделение механизаторов плавсостава Министерства морского флота СССР.
Постановлением Совета министров СССР № 1201 от 24 марта 1949 г. в связи с 50-летием ввода в строй ледокола «Ермак» Высшему арктическому морскому училищу было присвоено имя адмирала С. О. Макарова, по проекту и под руководством которого был построен ледокол.
До конца 1954 года училище располагалось на Малой Охте, а осенью 1955 года переехало в поселок Стрельна и разместилось в зданиях Константиновского дворца и дворцовых конюшен.
В 1990 году Ленинградское арктическое училище было закрыто, а в 1991 году было объединено с ЛМУ (Ленинградским мореходным училищем) на основании приказа министра морского флота СССР, и здание Константиновского дворца освободилось, хотя до конца 1992 года в нём продолжали заниматься две роты с нашивками ЛАУ.
Ныне все постройки училища вошли в комплекс резиденции Президента России. В Константиновском дворце, где размещались геофизическое и радиотехническое отделения, военно-морская подготовка и библиотека, сейчас находится Дворец конгрессов.

## Выпускники
- Борис Валентинович Аверин,
- Фёдор Филиппович Конюхов.
- Вячеслав Иванович Козлов